# جون جون جيسي
جون جون جيسي (بالإنجليزية: John John Jesse)‏ هو رسام أمريكي، ولد في 1969 في نيويورك في الولايات المتحدة.

## وصلات خارجية
- الموقع الرسمي